# Louis-Ferdinand Céline
Louis-Ferdinand Céline, vlastním jménem Louis-Ferdinand Destouches (27. května 1894 Courbevoie u Paříže – 1. července 1961 Meudon, Francie), byl francouzský lékař a spisovatel.

## Život
Destouches pocházel z chudé rodiny původem z Normandie a Bretaně. Bojoval v první světové válce, kde byl těžce raněn do ramene a prohlášen za 70% invalidu. Zranění mělo celoživotní následky. V roce 1924 vystudoval lékařství, pracoval v hygienické sekci Společnosti národů a v roce 1928 se usadil a otevřel si praxi na předměstí Paříže, v Clichy. Po nocích psal.
Jeho prvotinou je román Cesta na konec noci (1932, česky též jako Cesta do hlubin noci), v němž bez servítků vylíčil hrůzu vlastních válečných zážitků, toulek po Africe i praxi chudinského lékaře na předměstí. Kniha zapůsobila pro svou otevřenost a neotesaný, ale novátorský styl jako zjevení a zajistila mu okamžitý úspěch po celé Evropě. Podařilo se mu zlomit mnoho konvencí, např. užíváním slangu a vulgarismů. Céline totiž nesnášel vymydlený jazyk literárních salónů; chtěl psát tak, jak mluví obyčejní lidé. Manipulací a intrikami se stalo, že Cesta do hlubin noci nedostala Goncourtovu cenu.
Podobné nadšení vyvolala Célineova druhá kniha Smrt na úvěr (1936). V tomto rozsáhlém románu, odehrávajícím se na chudém předměstí Paříže před I. světovou válkou, se autor vrací k neuvěřitelným a drsným příhodám ze svého dětství. Román přináší ještě radikálnější uvolnění stylu.
V roce 1937 se Céline vrátil ze Sovětského svazu. Napsal o tom pamflet Má vina (Mea Culpa, 1937), kde beze všech příkras popsal, jak to v SSSR reálně funguje. Následovaly tři antisemitské pamflety: Bagately k masakru  (Bagatelles pour un massacre, 1937), Škola mrtvol (L'École des cadavres, 1938) a Z ostudy kabát (Les Beaux Draps, 1941). Jejich vydávání je ve Francii zakázáno.[zdroj?] Na počátku roku 2018 zamýšlelo francouzské nakladatelství Gallimard vydat tyto Célineho pamflety, avšak zanedlouho ustoupilo – dle vyjádření jeho šéfredaktora Antoina Gallimarda – od tohoto svého záměru z obavy před následnými soudními spory.
Ačkoliv nebyl představitelem vichistického režimu, měl obavy, že bude stíhán za kolaboraci kvůli pamfletům, které by takto mohly být vnímány. Proto v roce 1944 odešel do německého Sigmaringenu, kam se již dříve uchýlila vichistická vláda, a odtud dále do Dánska. Ve Francii byl v nepřítomnosti odsouzen k propadnutí poloviny majetku a ztrátě občanských poct. V Dánsku strávil rok ve vydávací vazbě, ale v roce 1951 byl amnestován a vrátil se do Francie. Z těchto zážitků pak vznikla série jeho pozdních románů.
Vrátil se k medicíně, a žil a ordinoval v Meudonu u Paříže v domě, kde po jeho smrti žila i manželka vdova Lucette Destouches (rozená Almanzor, 1912–2019).
Céline je považován za jednoho z největších francouzských romanopisců a mistrů jazyka 20. století. Protože byl ostrým odpůrcem establishmentu, jsou jeho názory vysoce kontroverzní. Byl přesvědčeným antisemitou a rasistou. Nebyl ale členem žádné organizované skupiny a faktická podoba antiestablišmentových hnutí se mu hnusila.
V roce 2019 byla zveřejněna informace o existenci rozsáhlého konvolutu Célinových rukopisů pokládaných dosud za ztracené. Konvolut má obsahovat mj. celý rukopis románu Jatka (Casse-pipe), z nějž bylo předtím vydáno jen torzo, rukopis románu Vůle krále Krogolda (La Volonté du Roi Krogold), pokládaného předtím jen za fiktivní (je o něm řeč v Célinově románu Smrt na dluh), a neznámého románu Londýn (Londres).

## Galerie

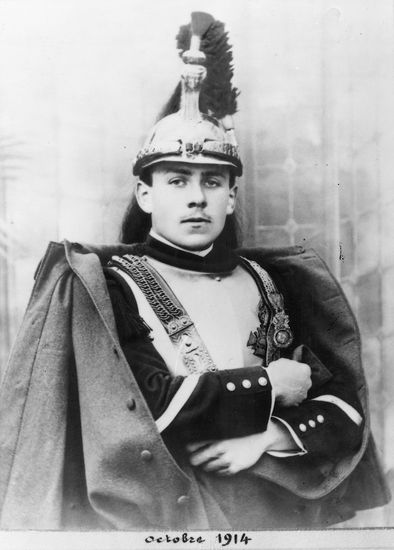
Céline jako voják v roce 1914
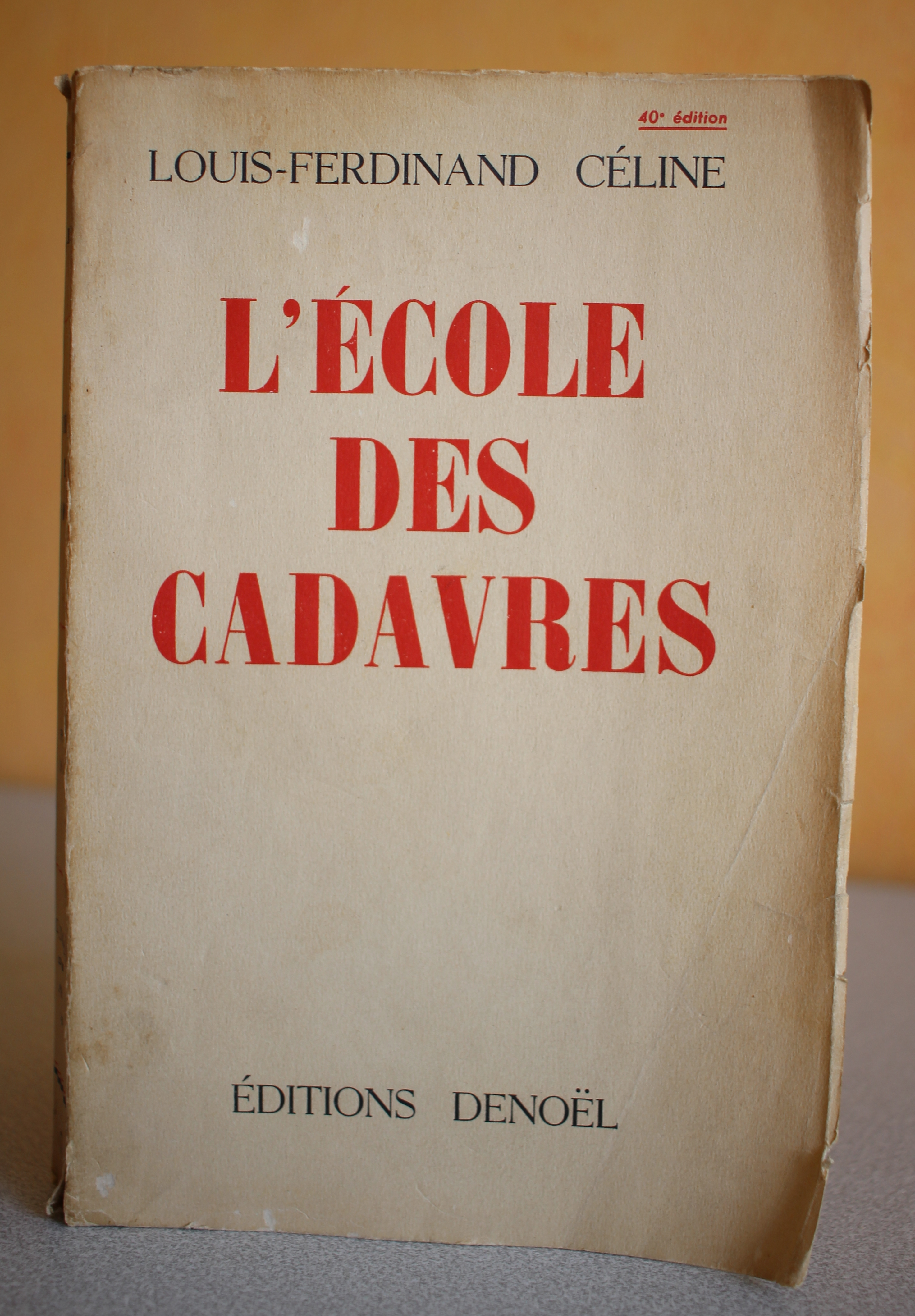
Célinova kniha L'École des cadavres
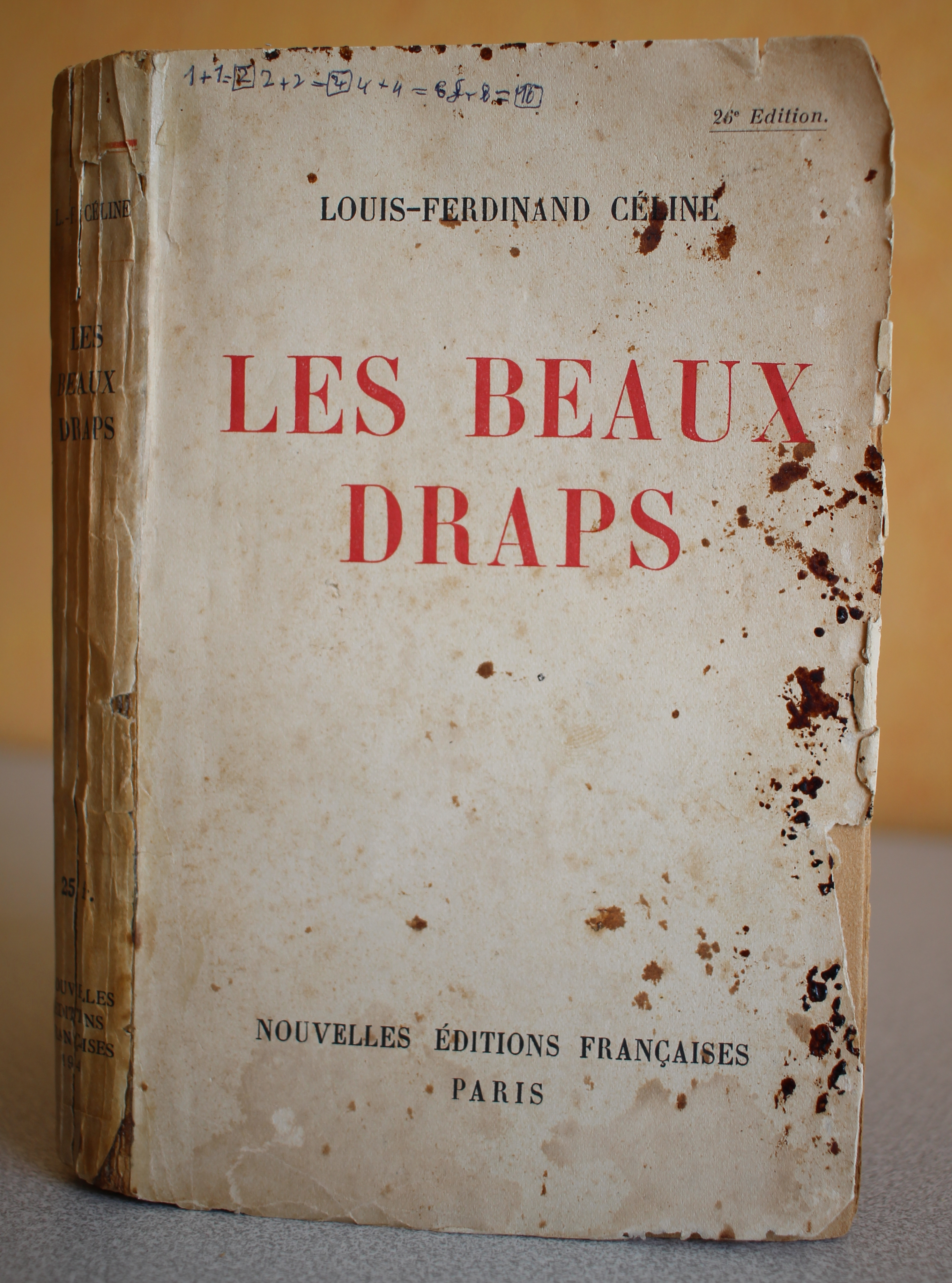
Célinova kniha Céline Les Beaux Draps
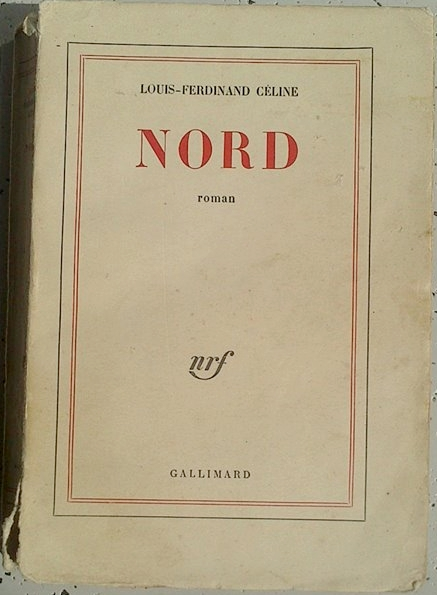
Célinova kniha Nord
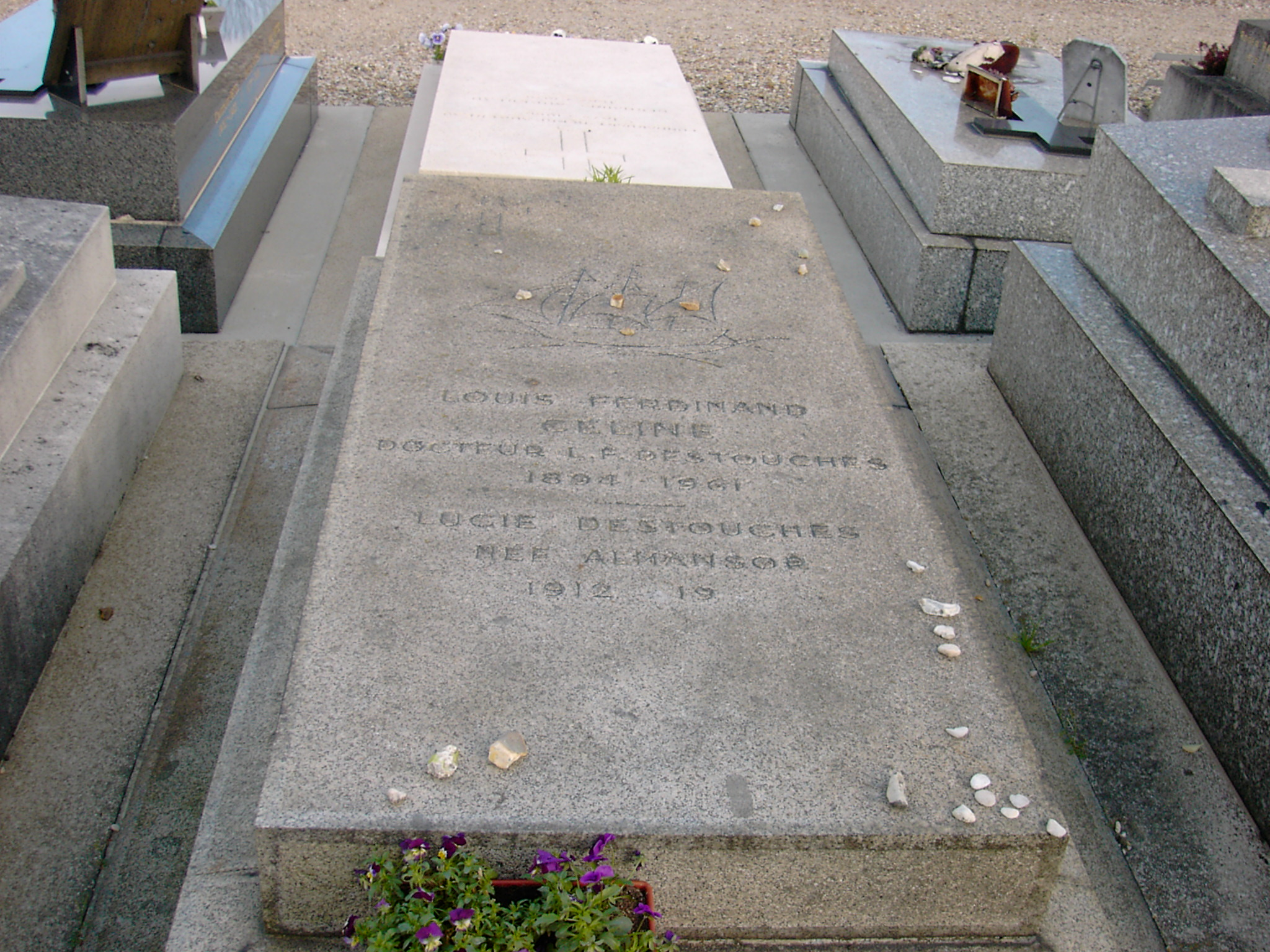
Célinův hrob ve francouzském Meudonu

## Dílo
- Cesta na konec noci (Voyage au bout de la nuit, 1932); český překlad 1933 jako Cesta do hlubin noci Jaroslav Zaorálek, 2018 jako Cesta na konec noci Anna Kareninová
- Smrt na úvěr (Mort à crédit, 1936); český překlad Jaroslav Zaorálek
- Klaun's band I a II (Guignol's Band, 1944 I, posmrtně II česky 2001–2002, překlad Anna Kareninová
- tzv. „německá trilogie“ o vlastním exilu:
  - Od zámku k zámku (D'un Château l'autre, 1957), česky 1996, překlad Anna Kareninová – ISBN 80-7108-142-6,
  - Sever (Nord, 1960), česky 1997, překlad Anna Kareninová
  - Skočná (Rigodon, 1969), česky 1998, překlad Anna Kareninová
- Féerie pro jindy I a II (Féerie pour une autre fois, 1954 a posmrtně), česky 2011 (I) a 2015 (II), překlad Anna Kareninová

## Citáty
- Trik Židů, kteří jsou „pronásledováni“ a „mučedníky“, nikdy nepřestane fungovat na pitomé árijské paroháče. Jsou to oni, kteří nás pronásledují. Jsme oběťmi mučedníků.
- Židé se bojí jen jedné věci, komunismu bez Židů.
- Především musí být zabráněno válce… Nechci jít do války kvůli Hitlerovi, připouštím, ale nechci jít do války proti němu, kvůli Židům… Hitler nemá rád Židy. Já také.
- Angličani našimi spojenci? Kulový! Další velký švindl!
- Jsme mistry světa ve vychloubání.
- Během první světové války zahynulo 1 350 francouzských Židů. To představuje jednoho Žida za každých 1 300 zabitých Francouzů [1 750 000 mrtvých]. Myslím, že tato 1/1300 zabitých nejpřesněji představuje úhrn židovských práv v naší zemi. Rád jim dám 1/1300 práv praktikovat každé svobodné povolání. Tak například v medicíně, kde máme kolem 30 000 francouzských lékařů, bych akceptoval 23 Židů jako kolegy! Rád!